# 准格尔旗
准格尔旗为中国内蒙古自治区下辖旗，隶属鄂尔多斯市管辖。准格尔旗位于鄂尔多斯高原东南部，地貌以丘陵沟壑为主，占总面积的74%。地处内蒙古、山西、陕西三省区交界处。辖境西临伊金霍洛旗、鄂尔多斯市东胜区，西北与达拉特旗毗邻，东北与土默特右旗交界，东与托克托县、清水河县接壤，南与山西省偏关县与河曲县、陕西省府谷县相连。辖域总面积为7,692平方公里，准格尔旗为内蒙古极具实力的县级行政区，是改革开放30周年内蒙古总结推出的十个典型旗县市区之一。旗人民政府驻薛家湾镇。

## 歷史
旗境在明洪武初年属东胜卫，後廢棄；天顺年间蒙古各部南下河套佔據該地；正德五年（1510年）歸屬鄂尔多斯万户，由班扎喇卫征率領左翼的浩齐特克里野斯部駐牧。
清顺治六年（1649年）置鄂尔多斯左翼前旗，隶伊克昭盟。《绥远通志稿》：“蒙语左翼曰郡格尔，今多译为准格尔”，故鄂尔多斯左翼前旗俗称准格尔旗。康熙三十六年（1697年）至乾隆初年开始放垦长城北沿的界牌地，汉族移民流入该旗。光绪三十一年（1905年），清廷将南部界牌地分段划给河曲县和府谷县。扎萨克初驻扎勒谷，旗治后改为沙圪堵镇。民国时期准格尔旗渐成为正式名称。1914年属绥远特别区，1928年改属绥远省。中共建政後，1950年准格尔旗人民政府成立，将原河曲县管辖的马刚区划入。1954年随绥远省并入内蒙古自治区。1955年将黄河北岸一、十四区划给萨拉齐县（今土默特右旗）。1996年迁治薛家湾镇。2001年随着撤盟改市，归属鄂尔多斯市。

## 人口
根據第七次人口普查數據，截至2020年11月1日零時，準格爾旗常住人口為359184人。
2010年，总人口36.69万人。居民絕大多數為漢族。
准格尔旗境内的汉语方言主要属于晋语大包片。

## 資源
准格尔旗境内矿产资源富集，「準格爾煤田」即位於此旗境內，探明含煤面积2824平方公里，探明煤炭储量544亿吨，远景储量1000亿吨以上，有低灰、低磷、低硫、高发热量的“绿色煤炭”美誉；同时有丰富的高岭土、石灰石、铝矾土、白云岩、石英砂、煤层气等资源。2012年原煤产量2.64亿吨。电力总装机466.4万千瓦，其中火电厂8座、水电站2座。

## 經濟
2012年，完成地区生产总值1000.4亿元，财政收入242.9亿元，固定资产投资550.1亿元，城乡居民收入分别达到34604元、11452元，县域经济基本竞争力名列全国百强第10位、西部百强第1位。

## 行政区划
准格尔旗下辖4个街道办事处、7个镇、2个乡、1个苏木：
兴隆街道、迎泽街道、蓝天街道、友谊街道、薛家湾镇、沙圪堵镇、大路镇、纳日松镇、龙口镇、准格尔召镇、魏家峁镇、暖水乡、十二连城乡、布尔陶亥苏木、准格尔经济开发区和大路煤化工基地。